# George E. Stone
George E. Stone (właśc. Gerschon Lichtenstein; ur. 18 maja 1903 w Łodzi, zm. 26 maja 1967 w Los Angeles) – polsko-amerykański aktor filmowy i telewizyjny.

## Wybrana filmografia
seriale
- 1950: The Jack Benny Program
- 1955: Alfred Hitchcock przedstawia jako Barney
- 1959: Strefa mroku jako Fenwick

film
- 1927: Brass Knuckles jako Velvet Smith
- 1927: Siódme niebo jako szczurołap
- 1928: Banda jako Joe Scarsi
- 1930: Pod teksańskim księżycem jako Pedro
- 1931: Mały Cezar jako Otero
- 1931: Cimarron jako Sol Levy
- 1933: Ulica szaleństw jako Andy Lee
- 1934: Viva Villa! jako Emilio Chavito
- 1936: Na celowniku mafii jako Wires Kagel
- 1936: Rhythm on the Rang jako Shorty
- 1939: Córka gospodyni jako Benny
- 1939: You Can’t Get Away with Murder jako Toad
- 1952: Dziewczyna w każdym porcie jako Skeezer, dżokej
- 1953: Szata jako Grakchus
- 1954: Złamana lanca jako skarbnik (niewymieniony w czołówce)
- 1955: Faceci i laleczki jako Society Max
- 1955: Złotoręki jako Sam Markette
- 1956: Zdobywca jako syczący Sam (niewymieniony w czołówce)
- 1958: Długi tydzień w Parkman jako Slim (niewymieniony w czołówce)
- 1959: Pół żartem, pół serio jako Charlie Wykałaczka
- 1961: Arystokracja podziemi jako Shimkey

## Wyróżnienia
Posiada swoją gwiazdę na Hollywoodzkiej Alei Gwiazd.